# 港沿镇
港沿镇，是中华人民共和国上海市崇明区下辖的一个乡镇级行政单位。面积75平方公里。户籍人口5.34万人（2008年）。

## 行政区划
港沿镇下辖以下居委会及村委会：
沿中社区、建中村、建华村、港沿村、齐力村、跃马村、骏马村、富国村、富强村、惠中村、富军村、齐成村、惠军村、梅园村、漾滨村、合东村、合兴村、同效村、鲁东村、鲁屿村、园艺村和同心村。